# Beleg van Heemskerk
Het Beleg van Heemskerk of Beleg van het Kasteel van Heemskerk vond plaats tussen 4 december 1358 en 24 maart 1359 tijdens de Hoekse en Kabeljauwse twisten. Het beleg duurde ruim elf weken. Het maakte onderdeel uit van een mogelijke "Kabeljouwse opstand" tegenover Hertog Albrecht van Beieren, die per brief informatie verkreeg over rebellie van Floris van Borselen, Wouter van Heemskerk, Gijbrecht van Nijenrode en mogelijk (niet bewezen) van Machteld van Voorne en Otto van Arkel. De opstand werd neergeslagen op diverse plekken in het graafschap Holland, zoals in Heemskerk, Heusden, en beëindigd met het Beleg van Delft in 1359.

## Achtergrond
De reden voor dit beleg was de aanslag die op baljuw Reinoud I van Brederode werd gepleegd bij Castricumerzand. Reinoud wist ternauwernood deze aanslag te overleven en zette een belegering van het slot Heemskerk op poten. Het slot zou de vermeende aanslagplegers herbergen, ook werd heer Wouter van Heemskerk ervan verdacht het brein te zijn achter deze actie.

## Verloop
Het was 12 november 1358 toen graaf Albrecht van Beieren vernam over een vermeende moordaanslag op de baljuw van Kennemerland en daarbij werd verteld dat de mogelijke daders zich bevonden op het slot van Heemskerk. Op 24 november 1358 bevond slachtoffer baljuw Reinoud I van Brederode zelf zich met een leger Kennemers voor de poorten van het slot te Heemskerk. Hij had daarbij 40 ruiters, waarvan er zes boogschutters te paard waren tot zijn beschikking. Albrecht stuurde nog wat divisies vanuit 's-Gravenhage en Heusden, waarna men tot een belegeringsmacht kwam van circa 200 manschappen. Na Kerst verving Dirk van Polanen om onduidelijke redenen de heer van Brederode als leider bij de belegering. Op 24 maart 1359 gaf de slotheer Wouter van Heemskerk zich over, waarbij diegenen die niets van doen hadden met het misdrijf bij Castricum gratie verkregen.